# 梁天來案
梁天來案、七尸八命案是清朝雍正五年（1727年）九月初三日夜，发生在广东省廣州府番禺縣的一起纵火命案。通过民间传说、小说不断演绎，梁天來成为冤案昭雪的代表者，此案更是家傳戶曉的民間傳奇。但由于相关司法资料缺失，致使案件实情无从考证。案件相关的司法资料至1930年代才由罗尔纲发现、发表。至今对案情众说纷纭，未有定论。
晚清以来的民间传说、小说中，称梁天來為番禺縣慕德里司譚村（今天广州市天河区谭村）人，家有妻妾等。親戚凌貴興（又作凌贵卿）、凌宗孔因為好色、記仇和迷信祖墳風水，竟然火燒梁天來祖屋石室，燒死梁家七屍八命。梁天來幸而脫逃，控告凌氏叔姪二人。但凌某行賄朝庭大小官員，致使梁天來含冤難說，成為著名的冤案。现代研究者认为，梁案因民间流传甚广，后经过主观附会、以讹传讹，成为中国传统小说的典型题材，表达了民众对包拯式清官的渴望，以及“好皇帝、贼臣子”的传统政治信仰。
此案亦改編成為不少版本的華語影視、粵劇南音作品。在1970年代，香港無線電視和麗的電視互鬥，也在同一黃金時間播出「雙胞胎」，人稱「梁天來鬥梁天來」。

## 案件相关文献、史料
虽然自晚清以来，各类文艺作品对梁天来案多有演绎，但最为重要、直接相关的两份史料，是民国时期罗尔纲在北京大学研究院所藏的乾隆朝档案中发现的。一是，乾隆二年（1737年）六月二十二日时任两广总督署理广东巡抚鄂弥达的题本（已残缺），二是，乾隆二年十月十四日刑部尚书徐本的题本（含鄂弥达题本内容）。两个题本所涉及的是一个外号穿腮七、本名何信夔的南海县劫匪所犯下的多起案件。题本主要记录穿腮七多起抢劫的供词。关于梁案，雍正五年（1727年）九月初三日夜，他“下手放火烟死多命”。雍正九年，此案昭雪。乾隆元年（1736年），穿腮七被捕。鄂弥达拟斩立决。乾隆二年，奉旨将穿腮七正法。此外，对梁案涉及甚少。
对梁案最早的描写，是乾隆五十九年（1794年），欧苏所著《霭楼逸志·卷五》的〈云开雪恨〉条目。欧苏在〈云开雪恨〉中，指梁案起于雍正五年（1727年）九月，至雍正九年（1731年）五月昭雪。
嘉庆年间，安和先生著《一捧雪警富新书》。1906年，吴研人在《一捧雪警富新书》基础上改编的《九命奇冤》最为成功。现代研究者认为，《霭楼逸志》、《一捧雪警富新书》中梁案内容多为虚构，所涉官员、情节与史实相背，或为后人附会。同治《番禹县志·卷五十五·杂记》曾为凌贵兴辩诬。

## 都市傳說
已故粵劇名伶黃曼梨，曾在相關電台節目中口述過，由於真實歷史裡梁天來的冤情不能得到平反，而使後來的戲曲、舞台劇及電視節目裏，都安排劇中主角「梁天來」得以申冤。故此黃曼梨後來發現，每當劇目演出之時，不管原來天氣晴空萬里也好，藍天白雲也罷，結果都會落大雨，以暗示其冤。。
已故香港男演員陳振華(1940年)，曾在晚年接受電台節目採訪時，憶述起其主演的TVB版本《梁天來》，在香港本地播出之時，剛巧發生「618雨災」，當時的報章亦有指這電視劇引發了雨災。然而事實上，當時兩間電視台是在1974年才同時間播放《梁天來》的，而「618雨災」是在1972年發生的。但在無線播放《梁天來》的同時，恰巧遇上了當時駭人聽聞，全城轟動的秀茂坪六一八雨災。

## 影視作品
- 《梁天來 (1974年電視劇)》
- 《梁天來 (電影)》
- 《九命奇冤梁天來》
- 《梁天來七屍八命》
- 《梁天來告狀》

## 參看
- 伍衛國
- 劉志榮
- 盧海鵬
- 張家輝
- 杜煥
- 粵劇電影列表

## 备注
1. ↑  根据周宝东文章[1]，罗尔纲与题本相关的两篇文章分别发表于1936年8月16日、12月6日的天津《益世报》副刊《史学》。

## 外部參考
- 《梁天來告御狀》（1935年），The imperial appeal
- 邵氏兄弟電影《梁天來（1979年）》，The Last Judgement （页面存档备份，存于） 主演：陳思佳、顧冠忠、梁天、盧國雄、伍衛國等。